# Pathio (huyện)
Pathio (tiếng Thái: ปะทิว) là một huyện (‘‘amphoe’’) ở phía bắc của 
tỉnh Chumphon, phía nam Thái Lan.

## Lịch sử
Ngày 5 tháng 5 năm 2016 khánh thành tòa nhà trụ sở mới nhân dịp kỷ niệm 120 năm thành lập huyện.

## Địa lý
Các huyện giáp ranh (từ phía nam theo chiều kim đồng hồ) là Mueang Chumphon, Tha Sae của tỉnh Chumphon và Bang Saphan Noi của tỉnh Prachuap Khiri Khan. phía đông là vịnh Thái Lan.

## Hành chính
Huyện này được chia thành 7 phó huyện (tambon), các đơn vị này lại được chia thành 70 làng (muban). Có ba thị trấn (thesaban tambon) - Pathio nằm trên một phần của tambon Bang Son và Thale Sap, Map Ammarit nằm trên một phần của tambon Don Yang, Sa Phli nằm trên một phần của tambon có cùng tên. Ngoài ra có 7 tổ chức hành chính tambon (TAO).
| \| Số TT \| Tên \| Tên tiếng Thái \| Số làng \| Dân số \| \| \| ----- \| ------------- \| -------------- \| ------- \| ------ \| \| \| 1. \| Bang Son \| บางสน \| 8 \| 4.184 \| \| \| 2. \| Thale Sap \| ทะเลทรัพย์ \| 7 \| 5.098 \| \| \| 3. \| Saphli \| สะพลี \| 10 \| 7.669 \| \| \| 4. \| Chum Kho \| ชุมโค \| 14 \| 9.547 \| \| \| 5. \| Don Yang \| ดอนยาง \| 15 \| 9.047 \| \| \| 6. \| Pak Khlong \| ปากคลอง \| 7 \| 4.321 \| \| \| 7. \| Khao Chai Rat \| เขาไชยราช \| 9 \| 4.527 \| \| | Map of Tambon |                |         |        |  |
| Số TT | Tên           | Tên tiếng Thái | Số làng | Dân số |  |
| 1. | Bang Son      | บางสน          | 8       | 4.184  |  |
| 2. | Thale Sap     | ทะเลทรัพย์       | 7       | 5.098  |  |
| 3. | Saphli        | สะพลี           | 10      | 7.669  |  |
| 4. | Chum Kho      | ชุมโค           | 14      | 9.547  |  |
| 5. | Don Yang      | ดอนยาง         | 15      | 9.047  |  |
| 6. | Pak Khlong    | ปากคลอง        | 7       | 4.321  |  |
| 7. | Khao Chai Rat | เขาไชยราช      | 9       | 4.527  |  |